# Башики, Идрису
Абдель Идрису Башики (фр. Abdoul Idrissou Bachiki; род. 22 ноября 1992) — бенинский шоссейный велогонщик.

## Карьера
В декабре 2017 года стал вторым на чемпионате Бенина в групповой гонке, уступив Эрику Ахуанджину.
С 2017 года неоднократно стартовал на Тур дю Фасо, Гран-при Шанталь Бийя, Туре Кот-д’Ивуара, Туре Сенегала проводившихся в рамках Африканского тура UCI.
В 2018 году стал чемпионом Бенина в групповой гонке, проходившей в Глазуэ.
В августе 2019 году принял участие в Африканских играх 2019, проходивших в Рабате (Марокко), где выступил в командной и групповой гонках. В сентябре того же года на чемпионате Бенина в групповой гонке проводившейся в Котону стал только вторым, уступив Эммануэлю Сагбо. Два месяца спустя финишировал девятым на одном из этапов Тура Сенегала.
В августе 2021 года снова стал чемпионом Бенина в групповой гонке.
Несколько раз выступал на чемпионате Африки.

## Достижения
2017
2-й Чемпионат Бенина — групповая гонка
2018
 Чемпион Бенина — групповая гонка
2019
2-й Чемпионат Бенина — групповая гонка
2021
 Чемпион Бенина — групповая гонка